# Al-Jazira Club
O Al-Jazira Sports & Cultural Club (mais conhecido como: Al-Jazira Club; em árabe: نادي الجزيرة الرياضي الثقافي) é um clube de futebol, localizado na cidade de Abu Dhabi, nos Emirados Árabes Unidos. A equipe é controlada pelo grupo de investimento Abu Dhabi United Group, liderado pelo bilionário Hamdan Bin Zayed Al Nahyan. O grupo ficou famoso no futebol mundial por ter comprado o Manchester City.

## Títulos

### Nacional
- UAE League: 2010–11 2016–17 e 2020–21
- UAE Federation cup: 2007
- Etisalat Emirates Cup: 2010
- UAE President Cup: 2011, 2012 e 2016

### Internacional
- Copa do Golfo: 2007

## Treinadores
| - Jan Versleijen (2006–2007) - László Bölöni (2007–2008) - Abel Braga (2008–2011; 2015–2016) - Franky Vercauteren (2011–2012) | - Caio Júnior (2012) - Paulo Bonamigo (2012–2013) - Luis Milla (2013) - Walter Zenga (2013–2015) |